# Protogarypinus dissimilis
Protogarypinus dissimilis är en spindeldjursart som beskrevs av Beier 1975. Protogarypinus dissimilis ingår i släktet Protogarypinus och familjen Garypinidae. Inga underarter finns listade i Catalogue of Life.